# Α-Naphthylthioharnstoff
α-Naphthylthioharnstoff ist ein vor allem in der Rattenbekämpfung (Rodentizid) eingesetztes Fraßgift aus der Gruppe der Thioharnstoffderivate.

## Eigenschaften
α-Naphthylthioharnstoff ist ein in reiner Form farbloser, als technisches Produkt rötlicher, geruchloser und brennbarer Feststoff. Er zersetzt sich vor Erreichen seines Siedepunktes, wobei Schwefeloxide und Stickstoffoxide entstehen.

## Verwendung
α-Naphthylthioharnstoff wird hauptsächlich gegen Wanderratten und zum Teil auch gegen Wühlmäuse verwendet. Da er für Ratten geschmacklos ist, kann er leicht in Ködern eingesetzt werden. Er verursacht bei den Ratten tödliche Lungenödeme. Die LD50 beträgt 6,4 bis 7,4 mg/kg der Ratte. Im Fraßgiftköder wurde eine Wirkstoffkonzentration von etwa 1 % (10 g/kg Köder) und in Haftstäuben eine Konzentration von 30 % (300 g/kg) eingesetzt. Andere Nager (Hausmaus, Schwarzratte) sind nicht empfindlich. Heute wird es nicht mehr angewendet, da eine Verunreinigung aus der Herstellung (1-Naphthylamin) krebserregend ist. Heutzutage werden anstelle α-Naphthylthioharnstoff meist Cumarinderivate eingesetzt.

## Sicherheitshinweise
Bei α-Naphthylthioharnstoff besteht der Verdacht auf krebserzeugende Wirkung.